# Macrosiphoniella yomenae
Macrosiphoniella yomenae är en insektsart. Macrosiphoniella yomenae ingår i släktet Macrosiphoniella och familjen långrörsbladlöss. Inga underarter finns listade i Catalogue of Life.